# Lubań (Landgemeinde)
Die Gmina wiejska Lubań [ˈlubaɲ] ist eine selbständige Landgemeinde im Powiat Lubański der Woiwodschaft Niederschlesien in Polen. Ihr Sitz befindet sich in der Stadt Lubań (Lauban). Die Landgemeinde, zu der die Stadt Lubań selbst nicht gehört, hat eine Fläche von 142,3 km², auf der (Stand: 31. Dezember 2020) 6569 Einwohner leben. Die Gemeinde ist Teil der Euroregion Neiße.

## Geographie

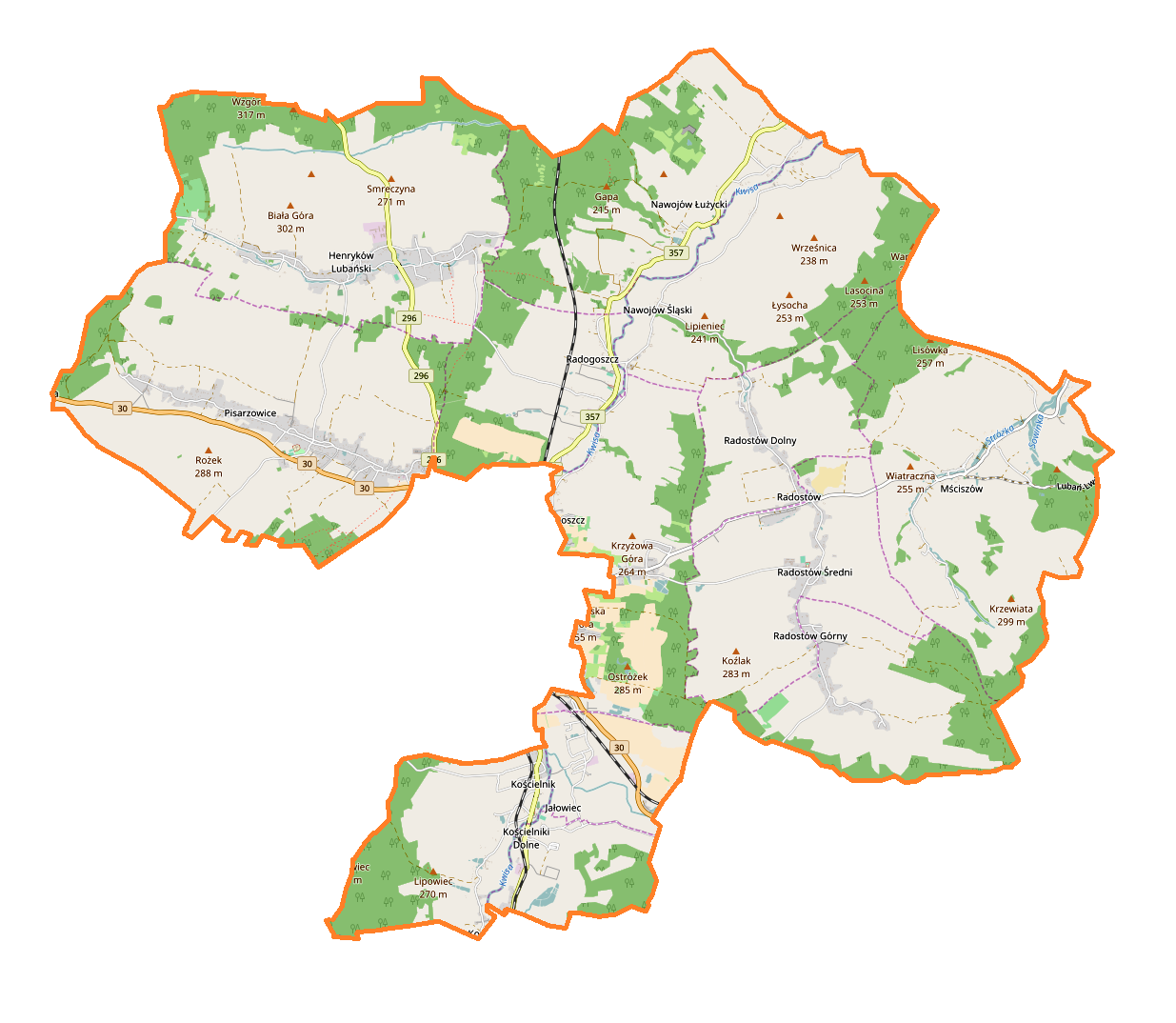
Karte der Landgemeinde

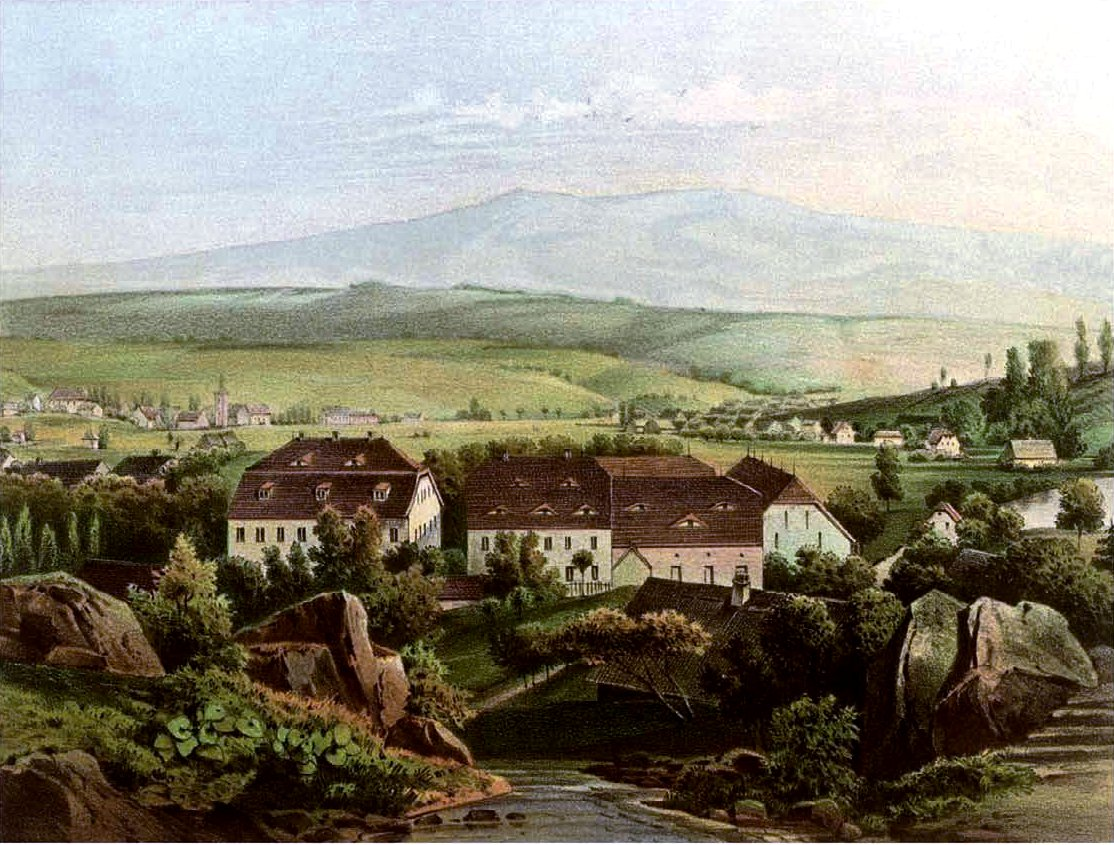
Schloss Holzkirch um 1862/63, Sammlung Alexander Duncker

Die Landgemeinde liegt in der Oberlausitz an den nördlichen Ausläufern des Isergebirgsvorlandes (Pogórze Izerskie) am linken Ufer des Queis (Kwisa) in Niederschlesien, zwanzig Kilometer östlich der Stadt Görlitz, an den nördlichen Ausläufern des Isergebirgsvorlandes. Ihr Gebiet umgibt die Stadt Lubań im Norden, Osten und Süden.
Von 1975 bis 1998 gehörte die Landgemeinde Lubań zur Woiwodschaft Jelenia Góra.

## Gemeindegliederung
Die Landgemeinde Lubań besteht aus folgenden Ortschaften:
- Henryków Lubański (Katholisch Hennersdorf, 1937–1939 Hennersdorf, 1939–1945 Ziethen-Hennersdorf)
- Jałowiec (Wingendorf)
- Kościelnik (Holzkirch)
- Kościelniki Dolne (Nieder Steinkirch)
- Mściszów (Seifersdorf)
- Nawojów Łużycki (Sächsisch Haugsdorf)
- Nawojów Śląski (Schlesisch Haugsdorf)
- Pisarzowice (Schreibersdorf)
- Radogoszcz (Wünschendorf)
- Radostów Dolny (Nieder Thiemendorf)
- Radostów Górny (Ober Thiemendorf)
- Radostów Średni (Mittel Thiemendorf)
- Uniegoszcz (Alt Bertelsdorf, 1936–1945 Bertelsdorf)

## Persönlichkeiten
- Alfred Maria Johannes Augustinus Alexander Lampertus Graf Strachwitz (1854–1926) von Groß-Zauche und Camminetz auf Schloss Berthelsdorf (Alt Bertelsdorf)